# 工人代表委员会

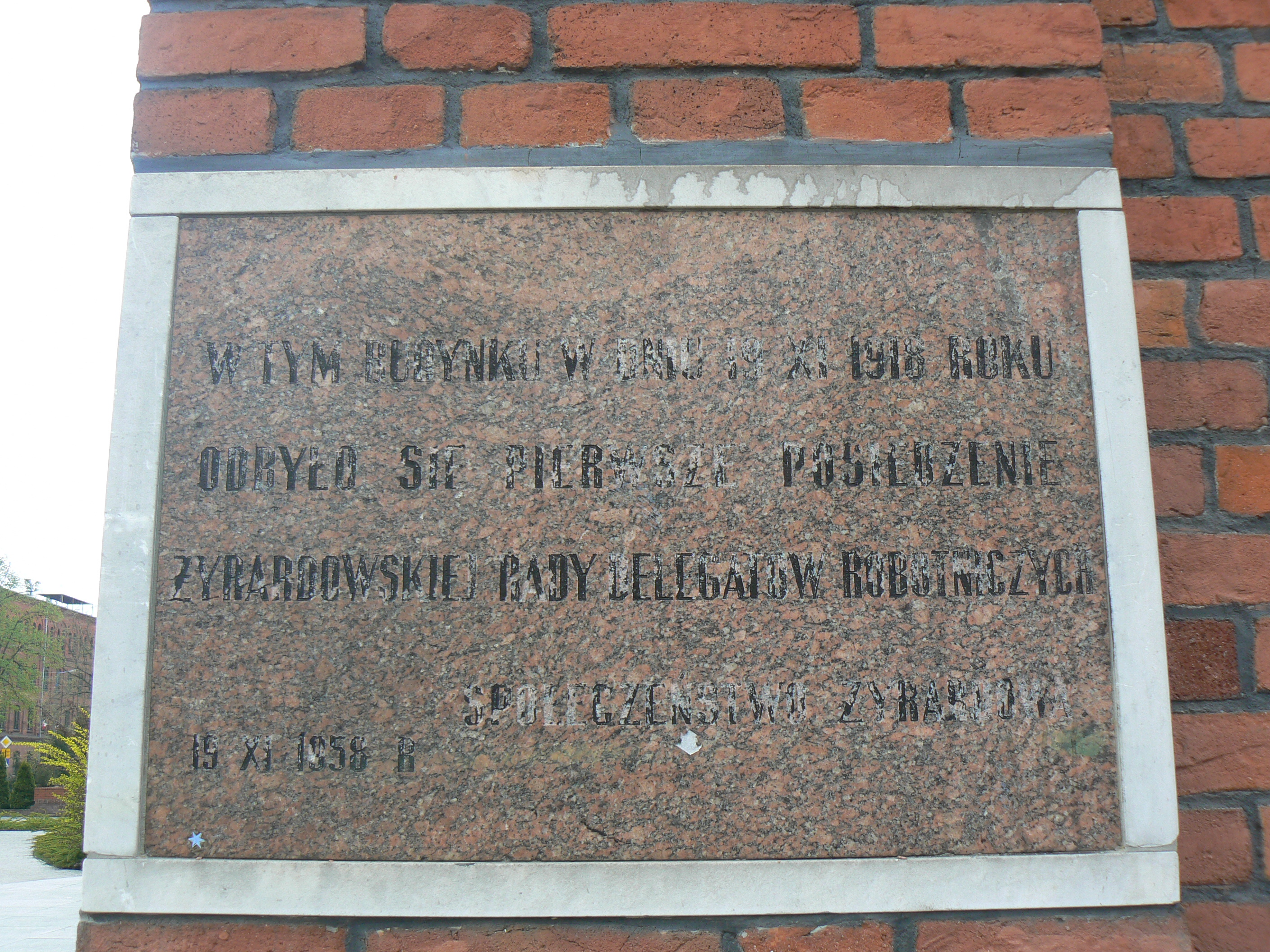
1958年11月19日设立的纪念牌，纪念工人代表委员会在日拉尔杜夫的首次会议，安放于日拉尔杜夫工厂俱乐部大楼上。

工人代表委员会（波蘭語：Rady Delegatów Robotniczych），又称工人委员会（Rady Robotnicze），是波兰历史上的一种代表工人和农民的机构，主要由波兰王国和立陶宛社会民主党、波兰社会党—左翼以及其他政治团体于1918年11月在波兰各地推动成立。  
在较大的中心城市，工人代表委员会相继成立，例如卢布林（11月5日）、达布罗瓦盆地（11月8日）、波兹南（成立了波兰-德意志工兵代表委员会，11月10日—11日）、华沙（由波兰社会党—左翼、波兰王国和立陶宛社会民主党以及华沙工会联合会组成的联合委员会于11月11日发起成立）等。  
规模最大、最激进的委员会活跃于克拉希尼克、卢布林、普沃茨克、华沙、扎莫希奇以及扎格列比东布罗夫斯基（当地工人解除驻扎的奥匈帝国部队的武装，并组建自己的军事组织“赤卫队”）。这些委员会大约代表50万名城市工人和庄园农工。在委员会内部，波兰社会党、波兰共产主义工人党（由波兰王国和立陶宛社会民主党与波兰社会党—左翼合并而成）、民族工人联盟以及崩得等党派争夺影响力。政治立场的多元化导致委员会未能形成统一的领导核心，因为各派对波兰的重建及未来政体持有截然不同的观点。  
1919年2月，在9个最大的工人代表委员会（扎格列比东布罗夫斯基、华沙、罗兹、卢布林、拉多姆、弗沃茨瓦韦克、普沃茨克、日拉尔杜夫、卡利什）中，各派势力分布如下：波兰社会党占868席，波兰共产主义工人党占810席，崩得占251席，锡安工人占244席，民族工人联盟占123席，联合犹太社会主义工人党占42席，锡安社会主义者占2席。在扎格列比东布罗夫斯基工人代表委员会，波兰共产主义工人党拥有绝对多数，而在其他委员会中，波兰共产主义工人党的代表数量仅次于波兰社会党。